# サダカ
サダカ（アラビア語: صدقة, IPA: [sˤɑdæqɐ]）は、個人が善意で行う喜捨を指す言葉である。義務的に行う制度喜捨であるザカート（救貧税）と区別されてきたが、近年の世俗化したイスラム国家ではザカートも個人の自由意思に任されるようになり、その区別がなくなってきている。

## クルアーンにおける記述
- クルアーン9章悔悟60節に、「サダカは貧者、困窮者、サダカを管理している者、改宗者、布教活動従事者、旅人、身代金や負債の救済のためのもの」で、これはアッラーフが決めたものであるという記述がある。
- また第2章雌牛には、「サダカを行った者には、恩恵を与える」という記述がある。

寄付全般
- 第2章 雌牛 215節 施してよいのは両親、近親、孤児、貧者と旅路にある者のため。
- 第2章 雌牛 274節 寄付したことを公にするものでは無い。
- 第3章 イムラーン家 92節 自分の大切だと思う財産から払うこと。